# Дефијант
Дефијант или USS Defiant (NX–74205) је свемирски брод Уједињене Федерације Планета из универзума Звезданих стаза који се појављивао у серијалу Дубоки свемир 9. 